# شورش در جامو و کشمیر
شورش در جامو و کشمیر یا شورش کشمیر اشاره به درگیری میان مردم مسلمان کشمیر و حکومت هند دارد. این درگیری بخشی از مناقشه کشمیر میان هند و پاکستان است و پرویز مشرف گفته است که دولت پاکستان در تحریم و تشدید این درگیری در دهه ۱۹۹۰ میلادی دست داشته است.